# Clark (Dakota del Sud)
Clark è un comune (city) degli Stati Uniti d'America e capoluogo della contea di Clark nello Stato del Dakota del Sud. La popolazione era di 1.139 abitanti al censimento del 2010. Il Clark County Courier è un settimanale pubblicato a Clark. Le patatine della Dakota Style sono prodotte in una fattoria vicino a Clark.

## Geografia fisica
Clark è situata a 44°52′46″N 97°44′03″W (44.879459, -97.734182).
Secondo lo United States Census Bureau, la città ha una superficie totale di 3,32 km², dei quali 3,32 km² di territorio e 0 km² di acque interne (0% del totale).

## Storia
Un ufficio postale fu istituito a Clark nel 1880. Clark fu pianificata nel 1882. La città prese il nome dalla contea di Clark. Un nome variante iniziale era Clark Center.

## Società

### Evoluzione demografica
Secondo il censimento del 2010, la popolazione era di 1.139 abitanti.

### Etnie e minoranze straniere
Secondo il censimento del 2010, la composizione etnica della città era formata dal 98,51% di bianchi, lo 0,09% di afroamericani, lo 0% di nativi americani, lo 0,18% di asiatici, lo 0% di oceanici, lo 0,26% di altre razze, e lo 0,97% di due o più etnie. Ispanici o latinos di qualunque etnia erano l'1,4% della popolazione.